# アイのない恋人たち
『アイのない恋人たち』（アイのないこいびとたち）は、2024年1月21日から3月17日まで、テレビ朝日系列で毎週日曜22:00 - 22:54（JST）に全9話が放送された、朝日放送テレビ制作のテレビドラマ。主演は福士蒼汰。
遊川和彦の脚本によるオリジナル作品として制作された本作品では、ワケアリな恋愛観を抱える7人のアラサー男女の関わり合いを通して、それぞれの悩みや家族の問題に対し、不器用ながらも懸命に向き合っていく様が描かれる。
所謂「日10ドラマ」枠にてこれまで放送された作品群と同様に、本作品も第2話の時点で3%台にまで数字が落ち込むなど、視聴率の面では苦戦を強いられる格好となった一方、同様に7人の男女の恋愛模様を描きながらも、賑やかな恋愛群像劇となった『男女7人夏物語』（1986年、TBS系列）とは全く異なり、遊川が描こうとしたであろう普通の人が日常を生きる中での不安や迷い、同時にその先にある希望、そして福士たちキャスト陣の好演を理由として、同時期に放送された連続ドラマにおける「隠れた佳作」となった、と評する声もある。

## キャスト

### 主要人物
久米真和（くめ まさかず）〈33〉
演 - 福士蒼汰（高校時代：井澤徹）
売れない脚本家。独身。恋人がおらず、マッチングアプリでマッチングした女性と気軽に会っている。だが3回会うと会うのをやめる事を繰り返している「愛がない男」。牛丼屋でバイトしている。
今村絵里加（いまむら えりか）〈31〉
演 - 岡崎紗絵
脱OLしてブックカフェを経営している。男性経験がまだ無い。両親・兄と4人暮らし。兄が引きこもっていて、このままでは親と兄の面倒をみる事になる、と焦っている。
淵上多聞（ふちがみ たもん）〈33〉
演 - 本郷奏多（高校時代：島田裕仁）
大手食品会社の企画開発部に勤務。真和の高校時代の同級生。女性と付き合ったことが一度もない。「自分（I）がない男」。女性経験がないことを気にしているが、恋愛は面倒だとも思っている。
冨田栞（とみた しおり）〈29〉
演 - 成海璃子
多聞と同じ会社の後輩。絵里加の店の常連客。多聞のことが気になっている。
郷雄馬（ごう ゆうま）〈33〉
演 - 前田公輝（高校時代：岡島遼太郎）
交番勤務の警察官。真和と多聞の高校時代の同級生。真和から「女性を見る目（eye）がない」と言われている。熱血漢。小さい頃、両親を交通事故で亡くしたため祖母に育てられた。
近藤奈美（こんどう なみ）〈28〉
演 - 深川麻衣
世田谷区役所の戸籍課に勤務している。絵里加の店の常連客。裕福な医師の家庭で生まれ育ったお嬢様。いつも自分の話ばかりして相手を退屈させてしまう。周りがどんどん結婚して焦っているが、自分に自信が持てずにいる。
稲葉愛（いなば あい）〈33〉
演 - 佐々木希（高校時代：中島真白）
真和の高校の同級生で元カノ。高校時代は生徒会長や音楽部部長を務める優等生で、学校中の憧れのマドンナだった。音楽大学に進学しピアニストを志望していたが、右肘の怪我で手術し断念。現在はレンタル彼女とクラブのホステスの仕事を並行して行っている。バツイチで別居している息子がいる。

### 周辺人物
矢部美栄
演 - 優希美青
多聞や栞と同じ会社で働く後輩。栞と同じ部署。
今村澄枝
演 - 山下容莉枝
絵里加の母。引きこもりの長男を気遣っており、絵里加にはキツく当たりがち。
今村邦治
演 - 小田桐一
絵里加の父。事なかれ主義で息子が暴れても何事もなかったかのように振る舞う。
今村雅樹
演 - 池田努
絵里加の兄。一流企業に勤務していたが、10年前、突然退職し引きこもりになった。気に入らないことがあると暴れるため、家族も手を焼いている。
久米和義
演 - 伊藤正之
真和の父。印刷工場を営んでいる。妻は真和が中学生の時に男を作って家出しているが、今でも帰ってくるのを待っている。
久乃
演 - 高橋ひとみ
真和の母。真和が中学の時に家を出ていたが、真和のドラマが放送されると和義に住所を聞いて、真和の部屋を突然訪ねてくる。
近藤京子
演 - 岡まゆみ
奈美の母。奈美にお見合いを勧めている。奈美を医師と結婚させたがっており、雄馬との結婚に反対している。
近藤光男
演 - 中脇樹人
奈美の父。医師。
郷元子
演 - 丘みつ子
雄馬の祖母。理髪店を営んでいる。雄馬の結婚には賛成しているが、奈美の両親が賛成しないと結婚式には出席しない、と言っている。
淵上貴則
演 - 坪内守
多聞の父。連れ子の多聞と折り合いが悪い。
淵上由佳
演 - 橘ゆかり
多聞の母。貴則と再婚した。
淵上梢
演 - 深尾あむ
多聞の異父妹。
栞の父
演 - おかやまはじめ
病気で自宅療養している。妻は既に亡くなっており、長野で一人暮らし。
晴人
演 - 立野空侑
愛の息子。父親に引き取られて祖母らと暮らしている。

### ゲスト

#### 第1話
中曽根
演 - 吉成浩一（第2話、第4話、第6話、第7話、最終話）
テレビドラマのプロデューサー。

#### 第2話
紀代
演 - 水木薫（第3話）
愛の元夫の母。晴人の祖母。
工藤
演 - 工藤秀洋（第3話）
紀代の運転手。
家政婦
演 - 氏家恵（第3話）
近藤家の家政婦。

#### 第5話
愛の恋人
演 - 沖田天風（第6話）
雄馬と奈美の結婚式場に愛を高級車で迎えに来る。

#### 第6話
奈美の見合い相手
演 - 白戸達也（第7話）
京子の薦めでお見合いした相手。医師。
雄馬の見合い相手
演 - 真凜（第7話）
結婚相談所で紹介された相手。
結婚相談所スタッフ
演 - 柳谷ユカ
雄馬が入会した結婚相談所の担当者。
栞の上司
演 - 田村智浩（第7話）
重役への新商品のプレゼンで栞が発案した商品を自分の発案だと言う。
風俗嬢
演 - 星空もあ
多聞が入った高級風俗店の風俗嬢。

#### 第7話
奈美の見合い相手の母
演 - 瀬田ひろ美

#### 第8話
久乃の男
演 - 大橋てつじ
久乃に金が無いとわかって久乃と別れようとする。
看護師
演 - 道本成美
病室で言い合う雄馬と奈美を窘める。
警察官
演 - 佐藤孝之
雄馬と同じ交番の警察官。雄馬と共に自殺しようとしている男性を止めにいく。
自殺しようとしている男
演 - 渡辺隆二郎
女性に金を騙し取られ、母親も死に、絶望してビルの屋上から飛び降りようとしているところを雄馬らに止められる。

## スタッフ
- 脚本 - 遊川和彦[1]
- 音楽 - 平沢敦士
- 主題歌 - THE BEAT GARDEN「present」[11]
- プロデューサー - 山崎宏太、稲葉有也（ホリプロ）
- プロデュース - 井上竜太（ホリプロ）
- 企画・プロデュース - 清水一幸
- 演出 - 綾部真弥、吉川鮎太[6]
- 制作協力 - ホリプロ[1]
- 制作著作 - 朝日放送テレビ[1]

## 放送日程
- 第9話（最終回）のみ、直前の時間帯にて放送される『サンデーステーション』の放送時間が30分拡大されるのに伴い、通常より30分繰り下げ（22:30 - 23:24）の上で放送。

| 放送回                                                       | 放送日  | サブタイトル                   | 演出     | 視聴率 |
| ------------------------------------------------------------ | ------- | ------------------------------ | -------- | ------ |
| 1                                                            | 1月21日 | あの頃みたいに輝いていない     | 綾部真弥 | 4.4%   |
| 2                                                            | 1月28日 | 四回目も会っちゃダメかな       | 綾部真弥 | 3.8%   |
| 3                                                            | 2月04日 | 朝までこうしていいですか?      | 吉川鮎太 | 3.4%   |
| 4                                                            | 2月11日 | 予行練習してる余裕ないんです   | 吉川鮎太 |        |
| 5                                                            | 2月18日 | あなたのことが好きだから       | 綾部真弥 |        |
| 6                                                            | 2月25日 | あなたと会えて幸せでした       | 吉川鮎太 |        |
| 7                                                            | 3月03日 | 会いたくて…会いたい            | 綾部真弥 |        |
| 8                                                            | 3月10日 | 君が好きだ。もう一生はなさない | 吉川鮎太 |        |
| 9                                                            | 3月17日 | 愛してる                       | 綾部真弥 |        |
| （視聴率はビデオリサーチ調べ、関東地区・世帯・リアルタイム） |         |                                |          |        |